# Leskovac (miasto Zaječar)
Leskovac (cyr. Лесковац) – wieś w Serbii, w okręgu zajeczarskim, w mieście Zaječar. W 2011 roku liczyła 80 mieszkańców.